# Villacalabuey
Villacalabuey es una localidad del municipio de Villamol, en la provincia de León, comunidad autónoma de Castilla y León (España).

## Geografía
Se accede a través de la carretera CV-196-2.
Limita con Bustillo de Cea NE; con Cea al SE y con  Banecidas.
El pueblo cuenta con varias fuentes en su núcleo urbano como el Caño, y en otros lugares de sus alrededores: pozo Valvina, Torre las aguas de Valdesomigo. Así mismo, tiene una laguna llamada la Barrera dirección El Reguero cercana al pueblo.

## Historia
Por un documento de 1166, Sona Bacon donaba a su hermana Sancha los bienes heredados de sus padres en Santa Colomba de Boñar, Villa Caboi de Cea (Villacalabuey), Relea, Quintanilla de Onsoña y Villaproviano. Figuraba como testificante, entre otros, un Monio Sonat de Villacalabuey.

## Evolución demográfica
| 1752 | 1828 | 1854 | 2000 | 2001 | 2002 | 2003 | 2004 | 2005 | 2006 | 2007 | 2008 | 2009 | 2010 | 2011 | 2016 |
| 64   | 180  | 200  | 135  | 124  | 121  | 116  | 117  | 118  | 113  | 108  | 107  | 101  | 99   | 99   | 90   |

## Comunicaciones
Una carretera asfaltada une a Villacalabuey con las cercanas localidades de Banecidas y Bustillo de Cea. Existen otros caminos de concentración que acortan el recorrido hasta las poblaciones de Villamol, Santa María del río y Cea. 

## Patrimonio
Los edificios históricos son la iglesia de San Miguel Arcángel, las pilas. Recientemente se ha construido un nuevo cementerio en las afueras del pueblo en Valdesomigo.

## Fiestas
San Miguel se celebra el fin de semana coincidente con el último fin de semana de septiembre.

## Nota
1. ↑  RODRÍGUEZ, Justiniano. Palencia: panorámica foral de la provincia. Palencia: el Autor, 1981

- Datos: Q6162547